# Grado di comparazione
Il grado di comparazione è una funzione dell'aggettivo, attraverso la quale la specifica qualità espressa da un aggettivo (che corrisponde al grado detto "positivo") viene modulata nel senso dell'intensificazione o del confronto.
I concetti espressi dagli aggettivi qualificativi e da molti avverbi possono essere soggetti a una gradazione per meglio esprimere una certa intensità espressiva. Sebbene sul piano linguistico-espressivo le possibilità di intensificare una qualità siano illimitate, la grammatica ha codificato tre tipi di gradazioni: grado positivo, in cui la qualità è espressa senza indicazione di quantità o intensità; grado comparativo, in cui la gradazione intensiva è messa a confronto con un altro termine di paragone o con un'altra qualità posseduta dal soggetto; grado superlativo, in cui la gradazione intensiva è espressa al suo massimo in senso assoluto o relativo:

## Il comparativo
Il grado comparativo dell'aggettivo serve per esprimere un confronto fra due termini, in relazione a una qualità posseduta da entrambi o in relazione a qualità diverse da un unico termine. Gli elementi messi a confronto vengono chiamati primo e secondo termine di paragone.
Il comparativo può essere di tre tipi:
- comparativo di maggioranza, quando il primo termine di paragone possiede la qualità indicata dall'aggettivo in misura maggiore rispetto al secondo termine di paragone. L'aggettivo, in questo caso, è introdotto da più, il secondo termine di paragone da di o che:

Valentina è più alta di Luisa.
Sono più esperto di prima.
Sono più stanchi che affamati.
- comparativo di minoranza, quando il primo termine di paragone possiede la qualità indicata dall'aggettivo in misura minore rispetto al secondo termine di paragone. L'aggettivo, in questo caso, è introdotto da meno, il secondo termine di paragone da :di o che:

Valentina è meno alta di Luisa.
Franca è meno studiosa che intelligente.
- comparativo di uguaglianza, quando la qualità espressa dall'aggettivo è presente in misura uguale nei due termini di paragone. In questo caso l'aggettivo è introdotto da tanto o così (espressi o sottintesi), il secondo termine di paragone indifferentemente da quanto o come:

Valentina è (tanto) alta quanto Luisa.
Claudia è (così) simpatica come te.
Nei comparativi di maggioranza e di minoranza il secondo termine di paragone è introdotto da che:
- quando è un nome o un pronome retto da preposizione:

Sei più interessato allo sport che allo studio;
- quando si paragonano due qualità possedute dallo stesso soggetto:

È un'occasione più unica che rara;
- quando si paragonano due verbi:

Per gli egoisti è più bello ricevere che dare.
- quando il secondo termine di paragone è un avverbio:

Questi operai lavorano più bene che male.

## Il superlativo
L'aggettivo qualificativo è di grado superlativo quando esprime una qualità posseduta al massimo livello. Il grado superlativo può essere di due tipi: relativo o assoluto.

### Superlativo relativo
Il superlativo relativo esprime una qualità posseduta al massimo o al minimo grado, stabilendo un confronto fra l'unità e un gruppo di persone o cose (secondo termine di paragone).
Il superlativo relativo si ottiene premettendo all'aggettivo l'articolo determinativo assieme agli avverbi più o meno (la più dolce, il meno volenteroso). Il secondo termine, che può essere anche sottinteso, è introdotto da di, tra, fra-
A volte l'articolo determinativo si può trovare separato dagli avverbi più o meno:
L'elefante è il più grande di tutti gli animali.
Il treno meno veloce (di tutti) è accelerato.

### Superlativo assoluto
Il superlativo assoluto degli aggettivi esprime una qualità posseduta al massimo grado dal nome cui si riferisce, senza alcun paragone con altre grandezze. Esso si può formare in vari modi:
- aggiungendo all'aggettivo di grado positivo il suffisso -issim/-o/-a/-i/-e (alto/altissimo, stanco/stanchissimo);
- premettendo all'aggettivo di grado positivo avverbi come molto, assai, oltremodo, immensamente, incredibilmente, estremamente... (molto vivace, immensamente ricco);
- premettendo all'aggettivo di grado positivo i prefissi arci-, stra-, super-, iper-, ultra-, extra-, sovra- (arcinoto, stracarico, ipersensibile);
- ripetendo l'aggettivo di grado positivo due volte (forte forte, piano piano, svelto svelto, zitto zitto);
- rinforzando l'aggettivo positivo con un altro aggettivo (nuovo fiammante, pieno zeppo, stanco morto)
- unendo all'aggettivo di grado positivo locuzioni quali quanto mai, oltre ogni dire, come una campana, in canna (quanto mai intelligente, amabile oltre ogni dire, sordo come una campana, povero in canna).

## Comparativi e superlativi particolari
Per alcuni aggettivi qualificativi, oltre alle forme regolari di comparativo e di superlativo, si usano anche forme speciali, in genere derivanti dal corrispondente latino. Tra gli aggettivi che possiedono queste forme speciali ci sono:
| Positivo | Comparativo di maggioranza | Superlativo relativo         | Superlativo assoluto/ in analisi grammaticale:aggettivo qualificativo di grado superlativo assoluto maschile singolare |
| -------- | -------------------------- | ---------------------------- | --- |
| buono    | più buono - migliore       | il più buono - il migliore   | buonissimo - ottimo |
| cattivo  | più cattivo - peggiore     | il più cattivo - il peggiore | cattivissimo - pessimo                                                                                                 |
| grande   | più grande - maggiore      | il più grande - il maggiore  | grandissimo - massimo                                                                                                  |
| piccolo  | più piccolo - minore       | il più piccolo - il minore   | piccolissimo - minimo                                                                                                  |
| alto     | più alto - superiore       | il più alto - il superiore   | altissimo - supremo/sommo                                                                                              |
| basso    | più basso - inferiore      | il più basso - l'inferiore   | bassissimo - infimo/imo                                                                                                |
| esterno  | più esterno - esteriore    | il più esterno - l’esteriore | esternissimo - estremo                                                                                                 |
| interno  | più interno - interiore    | il più interno - l'interiore | internissimo - intimo                                                                                                  |
| vicino   | più vicino - viciniore     | il più vicino - il viciniore | vicinissimo - prossimo                                                                                                 |

I casi in cui un grado del paradigma di un aggettivo contempli più forme sono fenomeni di suppletivismo.
Tra le forme regolari e quelle irregolari possono esservi sfumature di significato diverse; ad esempio:
Il capo supremo è un uomo altissimo (non: *Il capo altissimo è un uomo supremo)
Il mio cane è buonissimo (col significato di "mansueto"; mentre Il mio cane è ottimo suggerisce che il locutore stia mangiando il proprio cane)
Interiore e esteriore sono usati per lo più in ambito astratto; viciniore è proprio del linguaggio burocratico.
Gli aggettivi migliore, peggiore, maggiore, minore, sono già forme di comparativo di maggioranza e pertanto non sono mai preceduti da più o da il più. Allo stesso modo, i superlativi assoluti ottimo, pessimo, massimo, minimo, non hanno bisogno di rafforzativi.
Sei il migliore  (non: *Sei il più migliore)
La torta è ottima (non: *La torta è ottimissima).
Alcuni aggettivi formano il superlativo assoluto con i suffissi -errimo e -entissimo. Si tratta di un uso colto che ricalca il modello latino degli aggettivi in -ĔR e in -DĬCUS, -FĬCUS, -VŎLUS:
| Positivo | Superlativo | Modello latino         |
| -------- | ----------- | ---------------------- |
| acre     | acerrimo    | ĀCER → ACĔRRIMUS       |
| aspro    | asperrimo   | ĀSPER → ASPĔRRIMUS     |
| celebre  | celeberrimo | CĔLEBER → CELEBĔRRIMUS |
| integro  | integerrimo | ĬNTEGER → INTEGĔRRIMUS |
| misero   | miserrimo   | MĬSER → MISĔRRIMUS     |
| pigro    | pigerrimo   | PIGER → PIGERRIMUS     |
| salubre  | saluberrimo | SALŪBER → SALUBĔRRIMUS |

Tranne misero, i superlativi in -errimo si formano tutti da una radice alterata rispetto a quella del grado positivo, in cui si riflette l'antica forma del nominativo latino, mentre le forme di grado positivo continuano regolarmente l'accusativo (ĀCREM, CĔLEBREM ecc.). Accanto alle forme miserrimo e saluberrimo esistono i superlativi regolari miserissimo e salubrissimo. 
| Positivo | Superlativo      | Modello latino                |
| -------- | ---------------- | ----------------------------- |
| maledico | maledicentissimo | MALĔDICUS → MALEDICENTĬSSIMUS |
| benefico | beneficentissimo | BENĔFICUS → BENEFICENTĬSSIMUS |
| munifico | munificentissimo | MUNIFICUS → MUNIFICENTĬSSIMUS |
| benevolo | benevolentissimo | BENĔVOLUS → BENEVOLENTĬSSIMUS |
| malevolo | malevolentissimo | MALĔVOLUS → MALEVOLENTĬSSIMUS |

I superlativi in -entissimo in 4 casi su 5 trovano riscontro nei normali superlativi in -issimo degli aggettivi in -ente, del tipo nutriente - nutrientissimo (maledico - maledicente - maledicentissimo; benefico - beneficente - beneficentissimo; munifico - munificente - munificentissimo; benevolo - benevolente - benevolentissimo).
- Disusata è la forma, latineggiante, facillimo (da facile). Ha ancora vitalità il superlativo asperrimo da aspro che si affianca ad asprissimo.
- Queste forme, comunque, sono rare e usate preferibilmente per esprimere significati astratti: Sono afflitti da una rivalità acerrima, È un uomo di costumi integerrimi, in opposizione alle forme analitiche usate per esprimere significati concreti: Questo limone ha un sapore molto aspro. La lingua parlata infatti preferisce, quando esistono, forme regolari o modificate con avverbio:  molto munifico, del tutto integro, molto acre, assai celebre, ecc.
- Non tutti gli aggettivi possono essere alterati per formare il superlativo. Di regola solo quelli che esprimono una qualità che può essere accresciuta o diminuita, mentre aggettivi che hanno un significato molto preciso e circoscritto non possono essere modificati: cristiano, pagano, colossale, divino, mortale, immortale, triangolare, quadrato, sferico, chimico, psichico ecc. Anche aggettivi che indicano valori relativi (immenso, eccellente, straordinario, infinito, enorme, ecc.) non ammettono di norma grado superlativo.
- In italiano standard, molto e meglio sono non aggettivi ma avverbi al grado comparativo; in alcuni dialetti si trova talvolta un uso aggettivale (es. La meglio gioventù).
- Provengono dal latino altri comparativi e superlativi, che mancano di grado positivo; essi hanno finito per perdere i tratti semantici specifici del comparativo e del superlativo e oggi sono usati come se fossero aggettivi al grado positivo, ma sarebbe un errore premettere loro la forma più o il più.

| grado comparativo | grado superlativo |
| ----------------- | ----------------- |
| anteriore         | (manca)           |
| citeriore         | citimo            |
| esteriore         | estremo           |
| inferiore         | infimo/imo        |
| interiore         | intimo            |
| posteriore        | postremo/postumo  |
| priore            | primo             |
| superiore         | supremo/sommo     |
| ulteriore         | ultimo            |
| deteriore         | (manca)           |
Superiore-supremo/sommo e inferiore-infimo sono frequentemente usati come comparativo e superlativo rispettivamente di alto e basso:
il piano superiore (= più alto);
una qualità al sommo (= altissimo) grado;
il livello inferiore (= più basso);
una merce di infima (= bassissima) qualità.
Postumo si usa solo in riferimento a ciò che avviene dopo la morte di qualcuno: opera postuma, successo postumo.
L'altra forma di superlativo di basso, cioè imo è di scarso uso, per lo più poetico.
Citeriore-citimo (rarissimo) (= situato al di qua) è in disuso; serve solo per alcune indicazioni riferite al mondo antico; ulteriore-ultimo (=situato al di là), più frequentemente usato, può indicare anche aggiunta rispetto un'informazione data o un'azione svolta: la Gallia citeriore e ulteriore, ulteriori eserciti.
I superlativi primo e ultimo, che indicano ciò che è al punto iniziale o finale in senso assoluto, hanno anche le forme primissimo e ultimissimo: di primissima scelta, le ultimissime notizie.
Il comparativo del superlativo primo, cioè priore è in uso solo in linguaggio ecclesiastico: frate priore.
- Per realizzare una qualifica fortemente soggettiva o stilisticamente marcata, possono prendere il grado: aggettivi etnici di nazionalità, regione, città: italianissimo, sicilianissima, torinesissima ecc.; formule onorifiche: eccellentissimo, "illustrissimo ed eccellentissimo signor Don Carlo D'Aragorn" (A. Manzoni); da squisito abbiamo squisitissimo e ancora: cristianissimo, paganissimo, guelfissimo, mortalissimo ecc.

Il suffisso -issimo è talvolta usato, specialmente nel linguaggio giornalistico e pubblicitario, insieme ad alcuni nomi, con valore di intensificatore: partitissima, campionissimo, finalissima, offertissima, ocassionissima.